# Harnais de tour
Pour les articles homonymes, voir harnais (homonymie) et tour.
Un harnais de tour est une combinaison d'engrenages permettant d'établir certains rapports entre un arbre moteur (poulie étagée) et un arbre récepteur (broche) sur un tour.

## But
Réduire la vitesse de rotation de la broche afin de permettre un plus grand effort de coupe. Ce système tout en doublant le choix des vitesses, est fort utile pour les opérations de perçage, tronçonnage, filetage, chariotage des diamètres importants et matières dures.
- Lorsque le harnais n'est pas utilisé, le tour tourne à la « volée ». Le mouvement de rotation de la poulie étagée est transmis directement à la broche par l'intermédiaire d'une goupille nommée « bonhomme ».
- Dans le cas contraire, le tour tourne au « harnais ». La goupille est retirée pour désolidariser la broche de la poulie ; l'arbre excentré est manœuvré pour engrener le harnais avec, d'un côté, la poulie et de l'autre, avec la broche.

Sur les tours modernes, la poulie étagée et le harnais sont remplacés par un jeu d'engrenages manœuvré par un simple levier.

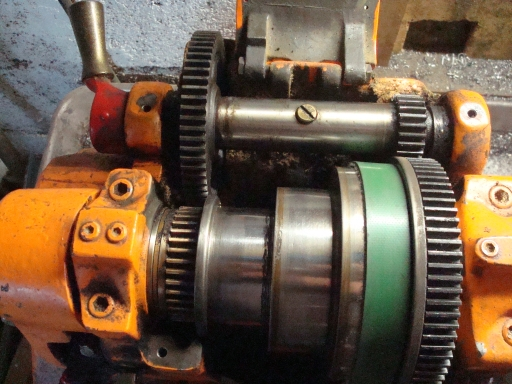
Harnais de tour, capot ouvert.
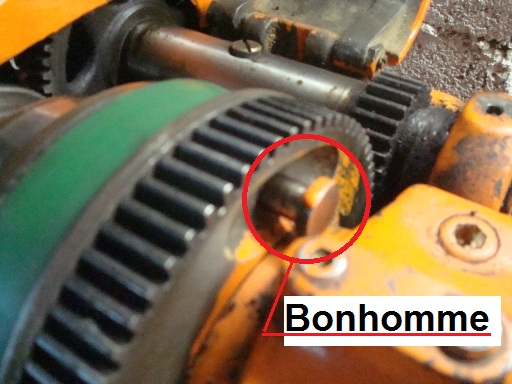
Détail de la goupille de verrouillage (bonhomme).

## Raison du harnais
C'est le rapport de réduction du harnais :
R=Produit du nombre de dents des roues menantes divisé par le produit du nombre de dents des roues menées.
R=(Z1 x Z3) : (Z2 x Z4)